# Mönich László
Mönich László (Pestszenterzsébet, 1926. október 4. – Budapest, 1987. október 27.) magyar rövidfilmrendező, híradószerkesztő.

## Életpályája
1942-ben lett inas a Fémáru-, Fegyver- és Gépgyárban. Egy évvel később már vasesztergályos segédként dolgozott. 1947-ben a MAFIRT-nál volt hivatalsegéd. 1949-ben a dramaturg osztályon volt feliratozó, majd a Hunnia Filmgyár dramaturgja lett. 1949-1953 között a Színház- és Filmművészeti Főiskola hallgatója volt. 1953-tól a Magyar Filmhíradót rendezte. 1976-tól a Magyar Híradó szerkesztője, majd főszerkesztő-helyettese volt. Többek között Szabó Árpád operatőrrel dolgozott együtt.

## Filmjei
- Kicsik, nagyok öröme (1953)
- Mezőtárkányból jelentjük (1954)
- Az én városom (1959)
- Holládi ballada (1960)
- Barangolás a Kék úton (1961-1962, 1964-1965)
- Zene (1962)
- Itthon (1964)
- Vitis Tokayensis (1966)
- Elindultam Baranyába (1969)
- 150 éves a Herendi Porcelángyár (1976)
- Herend (1976)
- Magyar kerámiagyárak exportra (1979)